# Bahram
Bahram (również: Wahram, Warhran pahl. Whrmzd awest. Weretragna, wedyjski Wrtrahan) – epitet Indry, oznaczający zabójcę smoka Wrtry, jazata zwycięstwa, niszczyciel zła, boża broń, pomocnik jednego z Amszaspandów – Arta Wahiszta, strażnik prawdy na usługach Mitry i strażnik ognia.
Objawia się jako wiatr, byk, wielbłąd, dzik, kruk, młodzieniec, baran, kozioł oraz dziki osioł – onager rozdeptujący kopytami przeciwników.